# Pobeda (couraçado)
O Pobeda (Победа) foi um couraçado pré-dreadnought operado pela Marinha Imperial Russa e a terceira e última embarcação da Classe Peresvet, depois do Peresvet e Oslyabya. Sua construção começou em fevereiro de 1899 no Estaleiro do Báltico e foi lançado ao mar em maio de 1900, sendo comissionado em outubro de 1902. Era armado com uma bateria principal de quatro canhões de 254 milímetros montados em duas torres de artilharia duplas, tinha um deslocamento de mais de treze mil toneladas e alcançava uma velocidade máxima de dezoito nós.
A embarcação foi designada para a Esquadra do Pacífico logo depois de entrar em serviço, tendo Porto Artur como base. Participou da Guerra Russo-Japonesa, estando presente na Batalha de Porto Artur em fevereiro de 1904 e sendo danificado na Batalha do Mar Amarelo em agosto. O Pobeda acabou afundado pela artilharia japonesa em dezembro durante o Cerco de Porto Artur, sendo depois capturado pela Marinha Imperial Japonesa junto com outros quatro couraçados russos. Os japoneses o recuperaram e o comissionaram em sua frota com o nome Suwo (周防).
O Suwo foi reclassificado como um navio de defesa de costa em agosto de 1912 e tornou-se uma embarcação de treinamento para cadetes e engenheiros navais, função que exerceu por vários anos. Ele bombardeou posições alemãs no Cerco de Tsingtao durante os primeiros meses da Primeira Guerra Mundial em 1914. A partir de 1916 foi usado como um navio de treinamento de artilharia em Yokosuka até o fim do conflito. O Suwo acabou desarmado em abril de 1922 de acordo com os termos do Tratado Naval de Washington e provavelmente desmontado pouco depois.

## Características

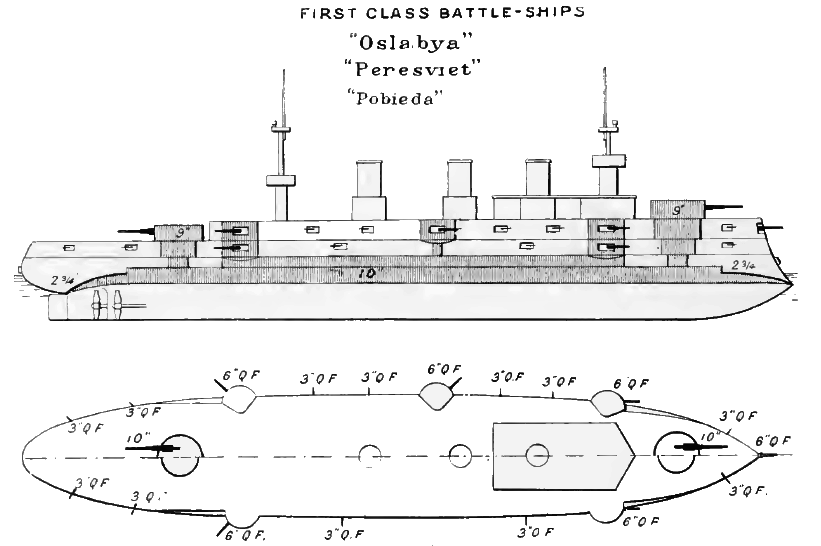
Desenho da Classe Peresvet

O projeto da Classe Peresvet foi inspirado pelos couraçados de segunda linha britânicos da Classe Centurion. Estes tinham a intenção de derrotarem possíveis navios corsários em tempos de guerra como os cruzadores blindados russos mais novos, assim a Classe Peresvet foi concebida com o objetivo de apoiar os cruzadores. Este papel enfatizava alta velocidade e autonomia em detrimento de armamento e blindagem pesadas.
O Pobeda tinha 132,4 metros de comprimento de fora a fora, uma boca de 21,79 metros e um calado de oito metros. Foi projetado para ter um deslocamento de 12 877 toneladas, mas foi finalizado com um sobrepeso de seiscentas toneladas e seu deslocamento era na realidade de 13 534 toneladas. Seu sistema de propulsão consistia em trinta caldeiras Belleville que alimentavam três motores verticais de tripla-expansão. Estes tinham uma potência indicada de 14,7 mil cavalos-vapor (10,8 mil quilowatts) para uma velocidade máxima de dezoito nós (33 quilômetros por hora). Entretanto, o navio alcançou 18,5 nós (34,3 quilômetros por hora) a partir de 15 799 cavalos-vapor (11 617 quilowatts) durante seus testes marítimos. Podia carregar até 2 090 toneladas de carvão, o que proporcionava uma autonomia de 6,2 mil milhas náuticas (11,5 mil quilômetros) e uma velocidade de dez nós (dezenove quilômetros por hora). Sua tripulação era formada por 27 oficiais e 744 marinheiros.
Sua bateria principal consistia em quatro canhões Padrão 1891 calibre 45 de 254 milímetros em duas torres de artilharia duplas, uma à vante e outra à ré da superestrutura. O armamento secundário tinha onze canhões Canet Padrão 1892 calibre 45 de 152 milímetros em casamatas nas laterais do casco e abaixo do castelo de proa. Também haviam várias armas menores para defesa contra barcos torpedeiros: vinte canhões Padrão 1892 calibre 50 de 75 milímetros, vinte canhões Hotchkiss de 47 milímetros e oito canhões Hotchkiss de 37 milímetros. Também era equipado com cinco tubos de torpedo de 381 milímetros, mais 45 minas navais para proteção de ancoradouros. Sua blindagem era feita de aço cimentado Krupp e seu cinturão principal tinha entre 102 e 229 milímetros de espessura. As torres de artilharia tinham laterais de 229 milímetros e tetos de 64 milímetros, enquanto o convés blindado tinha entre 51 e 76 milímetros.

## História

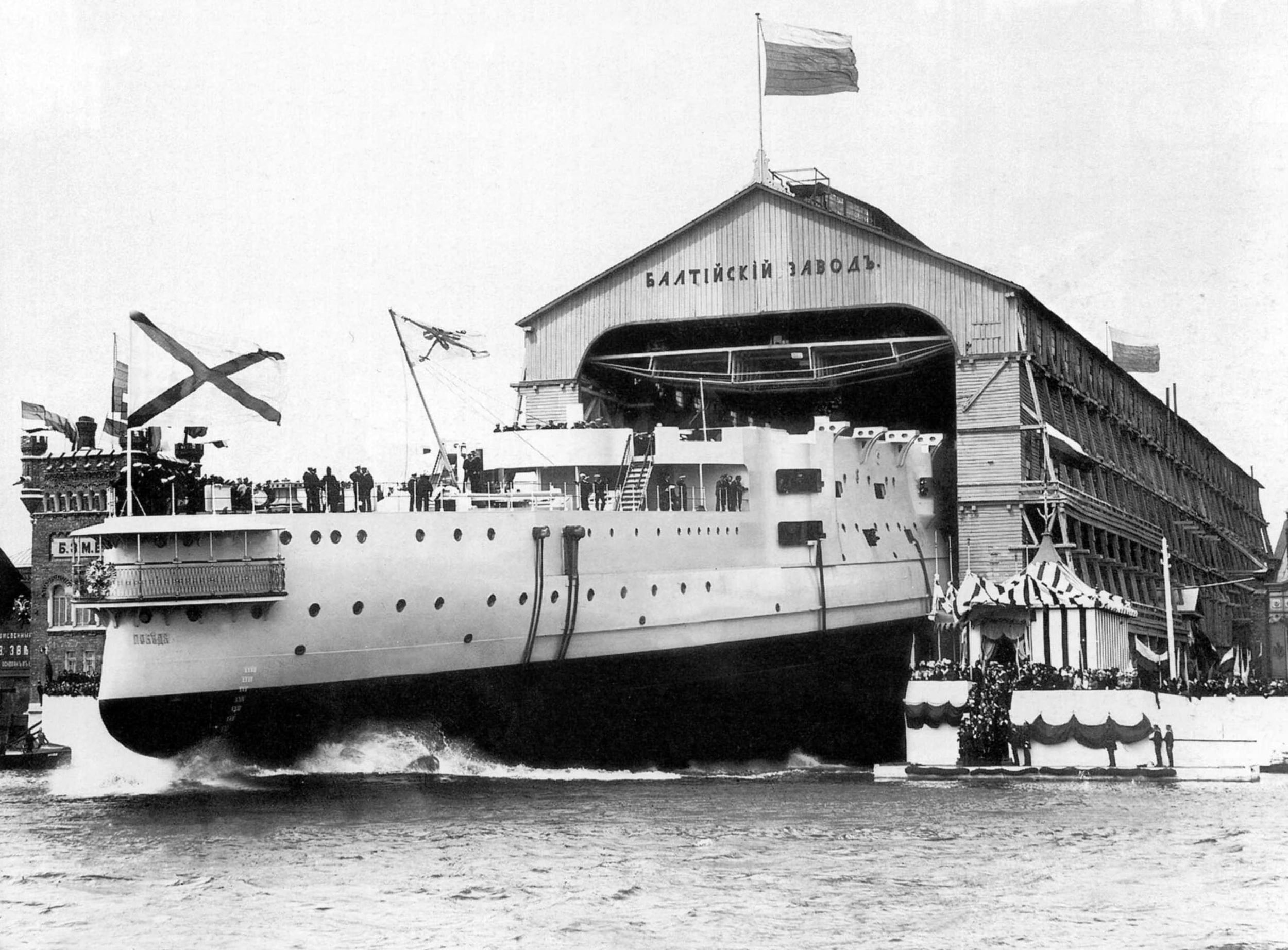
O lançamento do Pobeda

O nome do Pobeda significa "Vitória". Foi encomendado em 26 de abril de 1898 e sua construção começou em 30 de maio de 1898 no Estaleiro do Báltico em São Petersburgo, enquanto a cerimônia formal de batimento de quilha aconteceu em 21 de fevereiro de 1899. Foi lançado ao mar em 10 de maio de 1900 e rebocado em 31 de agosto de 1901 para Kronstadt a fim de passar pela equipagem. Realizou testes de seus maquinários em outubro, porém só foi ser finalizado em meados do ano seguinte. Foi para Reval em 1º de agosto para participar de uma revista naval alguns dias depois em homenagem a uma visita do imperador Guilherme II da Alemanha. O Pobeda entrou em serviço em outubro de 1902 depois de finalizar seus testes de artilharia, porém só foi ser oficialmente aceito na Marinha Imperial Russa em 10 de março de 1903, tendo custado ao todo dez milhões de rublos. Ele já tinha partido de Libau em 13 de novembro de 1902 e chegou em Porto Artur na China em 13 de junho de 1903, sendo designado para a Esquadra do Pacífico.

### Guerra Russo-Japonesa

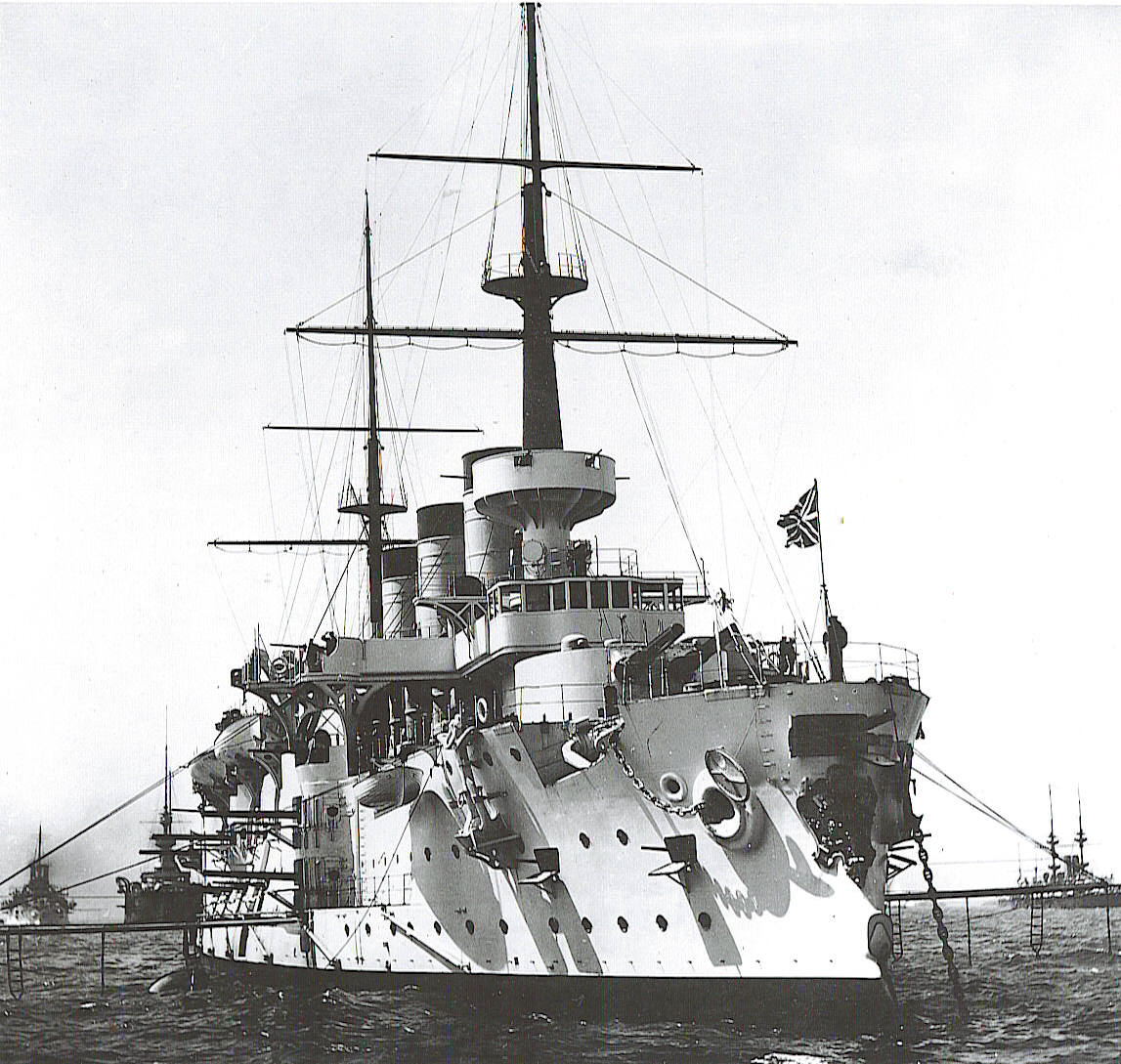
O Pobeda c. 1903–1904

Tanto a Rússia quanto o Japão, após a vitória japonesa na Primeira Guerra Sino-Japonesa em 1895, tinham ambições de controlarem a Manchúria e a Coreia, resultando em tensões cada vez maiores entre os dois países. Os japoneses iniciaram em 1901 negociações para reduzir essas tensões, porém o governo russo foi lento e incerto em suas respostas porque ainda não tinha decidido exatamente como resolver esse problema. O Japão interpretou isso como uma prevaricação deliberada por parte da Rússia com o objetivo de ganhar tempo a fim de completar seus programas armamentistas. A situação foi piorada pelo fato de tropas russas não terem deixado a Manchúria em 1903 como previamente prometido. O ponto sem volta para os japoneses ocorreu quando notícias surgiram que a Rússia tinha recebido concessões madeireiras no norte da Coreia e estava se recusando a reconhecer os interesses do Japão na Manchúria, ao mesmo tempo que também colocava condições sobre atividades japonesas na Coreia. Estas ações fizeram o governo japonês decidir em dezembro de 1903 que uma guerra era inevitável. A Esquadra do Pacífico russa, enquanto as tensões com o Japão cresciam, começou a atracar do lado de fora do porto de Porto Artur durante a noite a fim de reagir mais rapidamente caso os japoneses tentassem desembarcar tropas na Coreia.

#### Porto Artur

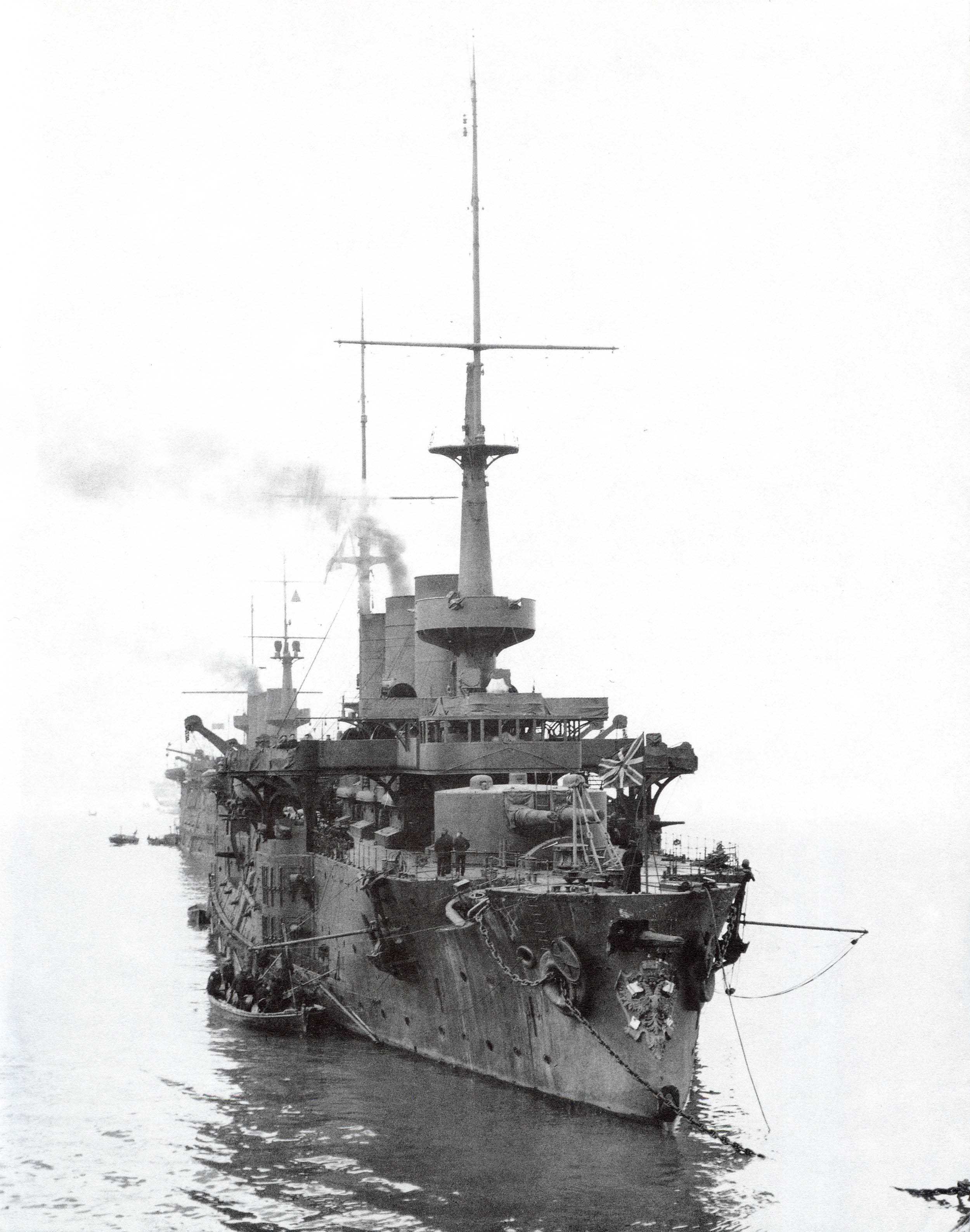
O Pobeda em março de 1904

A Marinha Imperial Japonesa lançou um ataque surpresa contra a frota russa em Porto Artur na noite de 8 para 9 de fevereiro de 1904. O Pobeda não foi acertado no ataque inicial de barcos torpedeiros e fez parte da surtida que na manhã seguinte foi atacada pela Frota Combinada japonesa, comandada pelo vice-almirante Tōgō Heihachirō. Este esperava que o ataque surpresa seria muito mais bem-sucedido do que foi, antecipando que os russos estariam desorganizados e enfraquecidos, porém eles tinham se recuperado rapidamente e estavam prontos. Os japoneses foram avistados pelo cruzador protegido Boyarin, que estava patrulhando próximo do porto e alertou as defesas. Tōgō escolheu atacar as baterias costeiras com seu armamento principal e os navios inimigos com a bateria secundária. Esta divisão foi uma decisão ruim, pois os canhões secundários japoneses pouco danificaram as embarcações russas, que concentraram todos os seus disparos no inimigo com algum efeito. O Pobeda foi acertado uma ou duas vezes à meian-nau próximo da linha de flutuação, com dois tripulantes sendo mortos e outros quatro feridos, porém os projéteis não penetraram na blindagem e assim pouquíssimos danos foram infligidos.
O Pobeda juntou-se em 22 de março a vários outros couraçados para dispararem indiretamente contra os navios japoneses que estavam bombardeando Porto Artur, acertando o couraçado Fuji uma vez. Participou de uma ação em 13 de abril, quando Tōgō conseguiu atrair uma parte da Esquadra do Pacífico para fora do porto, incluindo o couraçado Petropavlovsk, a capitânia do vice-almirante Stepan Makarov. Este virou para voltar assim que avistou cinco couraçados japoneses se aproximando, porém o Petropavlovsk acabou batendo em uma mina colocada na noite anterior. O navio afundou depois de uma explosão em um de seus depósitos de munição, com Makarov estando entre os mortos. O Pobeda também bateu em uma mina enquanto voltava para o porto, mas conseguiu continuar navegando apesar de um adernamento de onze graus. Seus reparos terminaram em 9 de junho, porém algumas de suas armas foram removidas para reforçar as defesas do porto. Ele perdeu três canhões de 152 milímetros, dois de 75 milímetros, uma de 47 milímetros e quatro de 37 milímetros. Partiu em 23 de junho junto com o resto da esquadra em uma tentativa fracassada de alcançar Vladivostok. O contra-almirante Wilgelm Vitgeft, o substituto de Makarov, ordenou que as embarcações retornassem depois de encontrar a frota japonesa pouco depois do pôr do sol, pois não desejava enfrentar seus inimigos numericamente superiores em um combate noturno. O Pobeda bombardeou posições japonesas cercando o porto em 28 de julho.

#### Mar Amarelo
Vitgeft foi forçado a tentar novamente chegar em Vladivostok devido ao constante bombardeio japonês e uma ordem direta do imperador Nicolau II. A esquadra partiu na manhã de 10 de agosto, sendo avistada pelos cruzadores japoneses às 12h25min e interceptada pela Frota Combinada, resultando na Batalha do Mar Amarelo. O Pobeda era o terceiro navio da linha de batalha russa, não sendo seriamente danificado durante a fase inicial do confronto. A torre de comando da capitânia Tsesarevich foi atingida por dois projéteis às 18h00min, matando Vitgeft e o timoneiro, fazendo a embarcação parar totalmente depois de executar uma virada acentuada. Os outros navios acharam que isto tinha sido uma manobra deliberada e executaram a mesma virada, precisando manobrar freneticamente para evitarem colidir com o estacionário Tsesarevich, incluindo o Pobeda.
Primeiro o couraçado Retvizan depois o Peresvet, a capitânia do contra-almirante príncipe Pavel Ukhtomski, realizaram um avanço contra os japoneses enquanto estes atacavam o Tsesarevich em uma tentativa de atrair os disparos para longe da capitânia. A linha japonesa imediatamente mudou seu alvo para os dois navios, danificando seriamente ambos e forçando-os a recuar. Ukhtomski deu sinal para que os russos retornassem para Porto Artur, mas o sinal foi difícil de discernir porque as bandeiras precisaram ser hasteadas dos corrimãos da ponte do Peresvet já que o navio estava sem o topo de seus mastros e assim as ordens foram apenas gradualmente reconhecidas. O Podeba foi atingido ao todo por onze projéteis de diferentes tamanhos, com quatro tripulantes sendo mortos e outros 29 feridos. Um acerto ocorreu abaixo da linha de flutuação, mas não penetrou na blindagem e o navio retornou para Porto Artur sem dificuldades. Apesar disso, um de seus canhões de 254 milímetros e outros três de 75 milímetros foram incapacitados.

#### Cerco

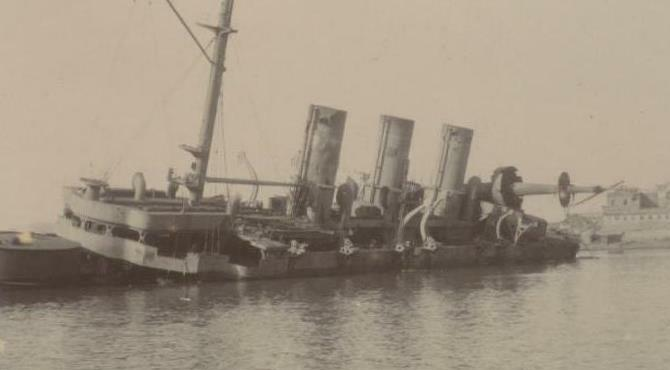
O Pobeda afundado em Porto Artur

Os russos retornaram para Porto Artur em 11 de agosto e descobriram que a cidade estava cercada por forças do Exército Imperial Japonês. O contra-almirante Robert Viren, o novo comandante da Esquadra do Pacífico, decidiu usar seus homens e armas para reforças as defesas de Porto Artur, assim mais canhões foram removidos dos navios. O Pobeda foi atingido por vários projéteis de 150 e 120 milímetros em 28 de setembro, porém sem danos sérios. O bombardeio japonês com canhões de tamanho médio continuou pelo um mês e meio seguinte e o couraçado foi atingido várias vezes, mas sem grandes danos. Tropas japonesas capturaram em 5 de dezembro um morro com vista para o porto, permitindo que canhões de cerco de 280 milímetros disparassem diretamente contra as embarcações russas. O Pobeda foi atingido aproximadamente trinta vezes e afundou em água rasa em no dia 7. Tentativas russas de destruir o couraçado antes de se renderem foram frustradas porque suas partes vitais nesta altura já estavam submersas.

### Carreira japonesa

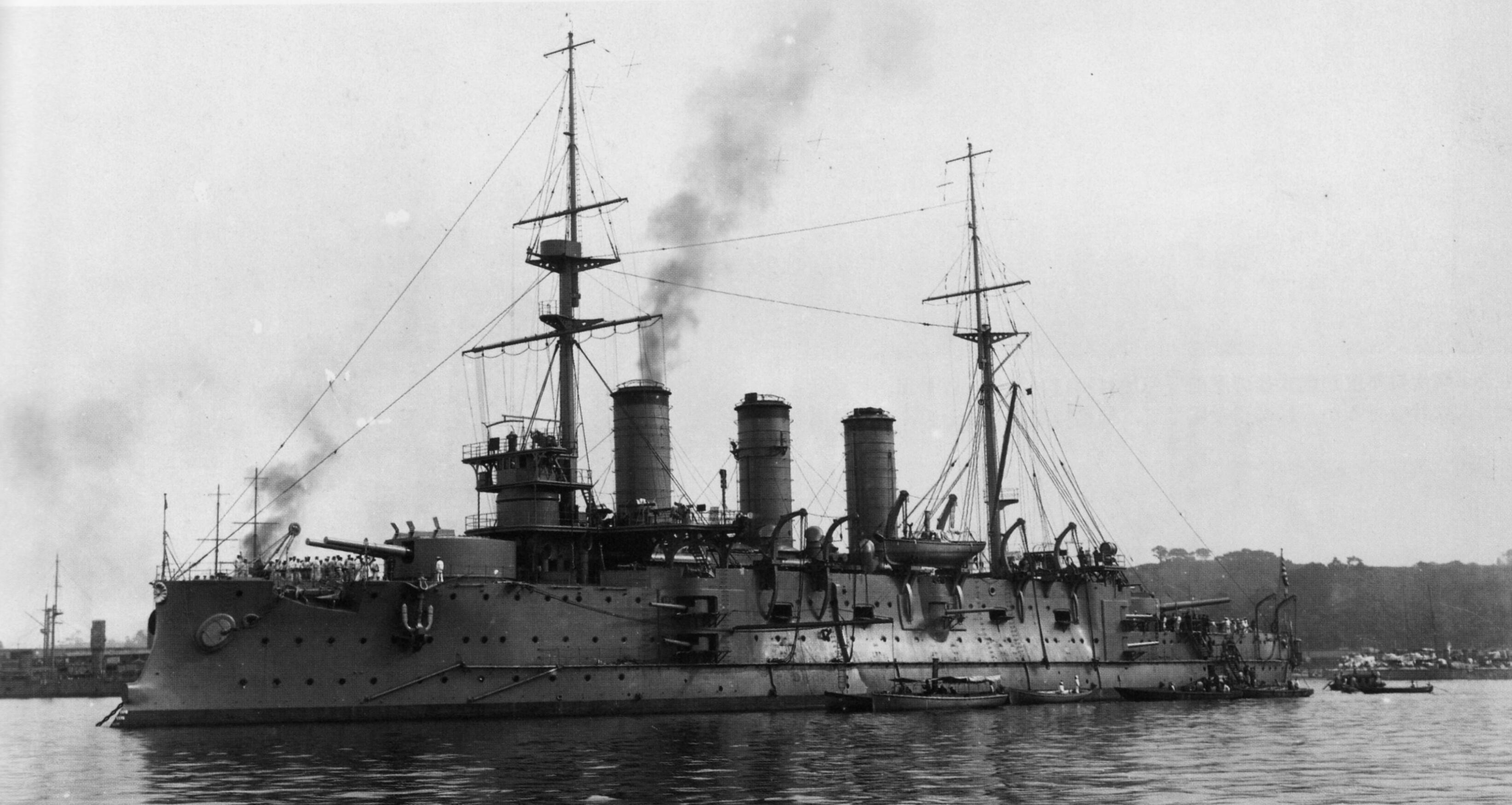
O Suwo em 10 de outubro de 1908

O Pobeda foi reflutuado pelos engenheiros japoneses em 17 de outubro de 1905 e reclassificado pela Marinha Imperial Japonesa como um couraçado da primeira linha. Foi renomeado em 25 de outubro para Suwo, em homenagem à antiga província homônima. Navegou por conta própria para o Arsenal Naval de Sasebo, onde chegou em 16 de dezembro para passar por reparos temporários. Sua reconstrução começou em maio de 1906 no Arsenal Naval de Yokosuka e terminou em 10 de outubro de 1908. Dentre as modificações realizadas, sua gávea de vante foi removida a fim de melhorar a estabilidade. Seu armamento passou a ser de quatro canhões de 254 milímetros, dez canhões de 152 milímetros e dezesseis canhões de 76 milímetros. Seus cinco tubos de torpedo originais foram removidos e substituídos por dois tubos de 460 milímetros, enquanto sua tripulação passou a ser de 791 oficiais e marinheiros.
Foi reclassificado como um navio de defesa de costa de primeira linha em 28 de agosto de 1912 e tornou-se um navio-escola para cadetes e engenheiros. Foi colocado na 1ª Esquadra de Prontidão quando a Primeira Guerra Mundial começou em 1914, mas logo se tornou a capitânia da 2ª Esquadra, sob o vice-almirante Katō Sadakichi. Esta força foi encarregada de bloquear o porto alemão de Tsingtao na China. O Suwo e o resto dos navios da esquadra, reforçada pelo pré-dreadnought britânico HMS Triumph, bombardearam as fortificações alemãs no decorrer do cerco até a rendição em 7 de novembro. O Suwo serviu como a capitânia da 2ª Esquadra da 2ª Frota entre 1915 e 1916, pelo restante da guerra sendo usado como navio-escola de artilharia em Yokosuka. O navio foi desarmado no Arsenal Naval de Kure em abril de 1922 de acordo com os termos do Tratado Naval de Washington. Ele emborcou em 13 de julho enquanto sua blindagem era removida. Foi provavelmente desmontado entre 1922 e 1923, porém pelo menos uma fonte sugere que foi na verdade reflutuado e sobreviveu até ser desmontado em 1946.